# 国民政府建国大綱

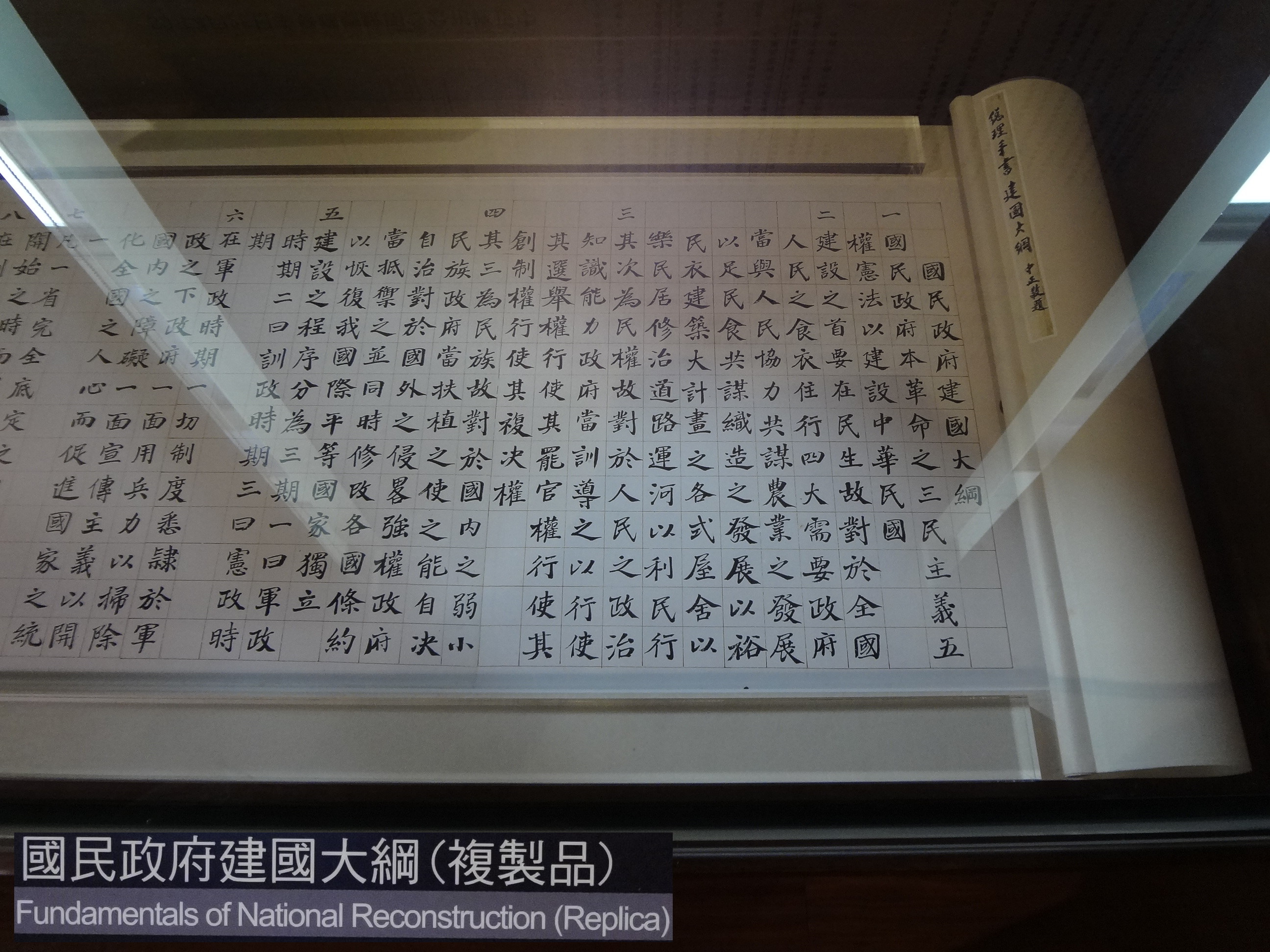
国立国父紀念堂館に展示された「国民政府建国大綱」の写し

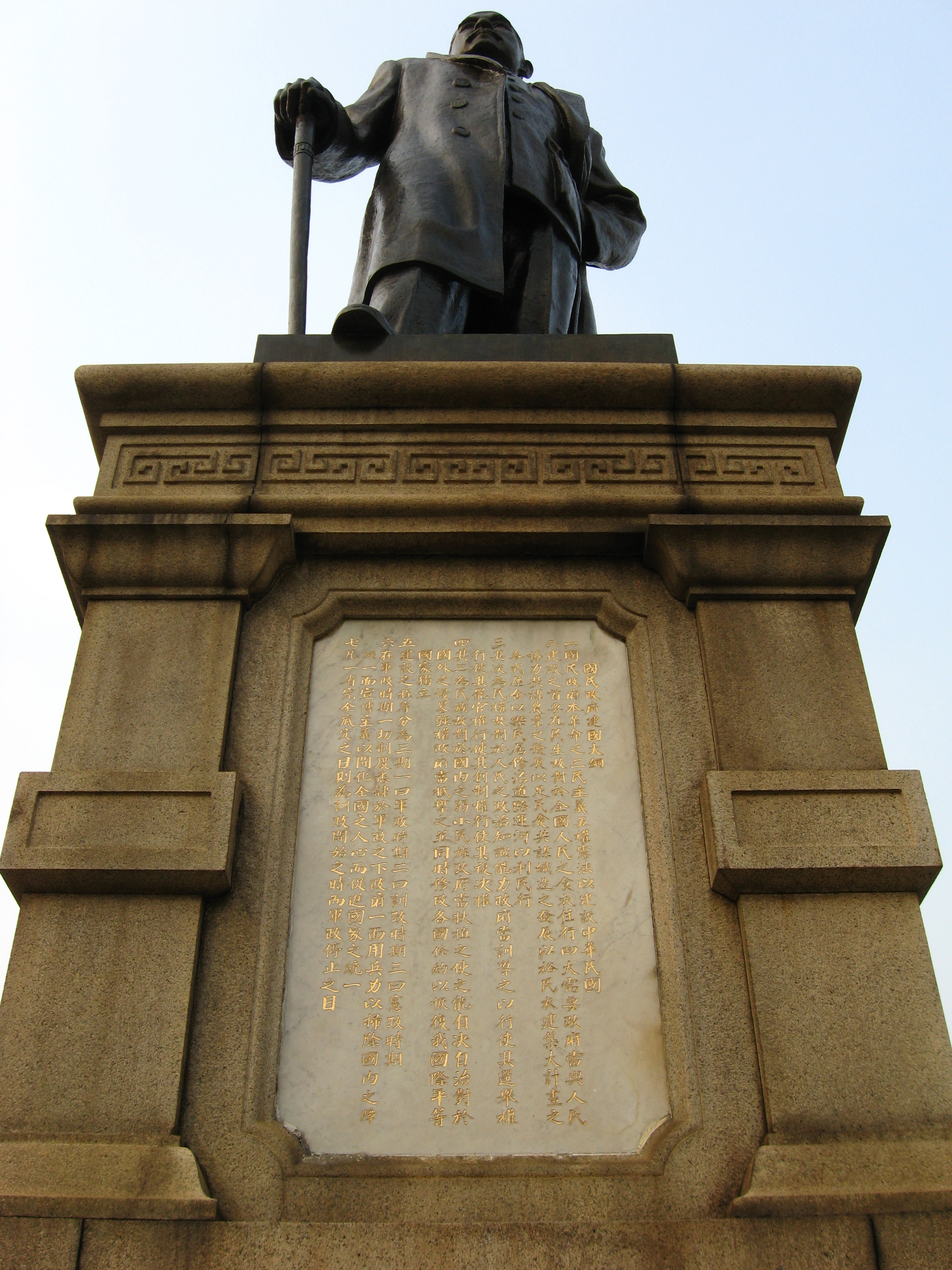
中国広州の中山記念堂にある孫文銅像の土台に刻まれた「国民政府建国大綱」

「国民政府建国大綱」は、中華民国13年（1924年）の4月12日孫文によって書かれた、中華民国建国後、国家建設のために提案した計画書である。略称「建国大綱」。全文は25条。三民主義と五権憲法(立法、司法、行政、監察または弾劾、考試)に基づいて中華民国を建設すること。国を建設の順序は軍政時期、訓政時期、憲政時期の3段階とすることを定めた。

## 起源
建国大綱は、孫文が革命方法に対するのまとめである。実際、孫文は中国同盟会にいる期間には早くも「革命方略」に似たようなものを書いた。
孫文によると、1911年の辛亥革命の成果は、260年以上にわたる満清貴族の独裁専制、4000年の中国君主制を終結させし、中華民国の国号になっただけだった。

## 国の建設三段階

### 軍政
中華民国の建国後、内戦が続き、各地域の軍閥が割據、統一の政府が存在せず、革命が提唱した原則を円滑に実行することができず、民衆も戦争状態にある。そのため、「建国大綱」では、軍政期間中、すべての制度は軍政に置く。政府は軍を利用し国内の障害を一掃する。一方、主義主張を宣伝し、全国の民衆を啓発する。一つの省の統治が完全に安定した時、その省における訓政が始まり、軍政が終了とする。

### 訓政
中国国民党が政府職権を代行で行使し、党国体制で国を統治すること。訓練された役人を各省に派遣し、自治を協力し、実業を興す。

### 憲政
半数以上の省が自治を完了すると、憲政の準備をし、中国国民党は功遂げ身を退き、国民が国を統治する権力を行使する。当時の中国の人口が多く、国民の知恵が全般的に不足していることから、憲法に直接民主主義の上、代議機関の国民大会を設置し、全体国民を代表して選挙、罷免、創制、複決（国民投票）の4つの権力を行使する。

## 歴史的プロセス

### 軍政期間
軍政期間は、1917年の広東軍政府の成立から、1928年に国民革命軍の北伐完了までだった。

### 訓政期間
1928年、国民政府の第二次北伐が成功、中国の全国を統一した。そして、国民政府が訓政時期の国の基本法に相当する「訓政時期約法」を策定した。1928年から1947年憲法施行前は訓政時期だった。1947年12月25日に「訓政結束程序法」（訓政終了のプロセス法）を公表し中華民国が憲政時代に入ることを示した。

### 憲政期間
1936年5月5日、国民政府は「中華民国憲法草案」（「五五憲法草案」）を発表した。これは中華民国憲法の前身である。本来、五五憲草は制憲国民大会で審議されるべきだが、日中戦争の勃発により制憲国民大会が召集できず、憲政の実施が延期された。日中戦争の勝利後、1946年12月25日、制憲国民大会は「中華民国憲法」を可決した。1947年1月1日に公布、同年12月25日に施行された。
1948年5月20日、国民政府は中華民国政府に再編され、国民政府主席は中華民国総統に変更された。中華民国は制度上、憲政期間に入った。しかし、1948年5月10日に「動員戡乱時期臨時条款」が公布・施行されたことで実質的に憲政は凍結され、1991年5月1日に「中華民国憲法増修条文」が公布・施行されるまでの43年間にわたる戒厳時代に突入した。
現在、中華民国憲法増修条文は一部規定を凍結した中華民国憲法とともに中華民国自由地区で運用されている。